# (327943) Xavierbarcons
(327943) Xavierbarcons est un astéroïde de la ceinture principale.

## Description
(327943) Xavierbarcons est un astéroïde de la ceinture principale. Il fut découvert le 9 mars 2007 à Vallemare Borbona par Vincenzo Silvano Casulli. Il présente une orbite caractérisée par un demi-grand axe de 2,76 UA, une excentricité de 0,05 et une inclinaison de 11,0° par rapport à l'écliptique.